# Macrothele multispine
Espèce
Macrothele multispine est une espèce d'araignées mygalomorphes de la famille des Macrothelidae.

## Distribution
Cette espèce est endémique du Yunnan en Chine,. Elle se rencontre vers Kunming vers 2 258 m d'altitude.

## Description
Le mâle holotype mesure 4,48 mm et la femelle paratype 9,29 mm.

## Publication originale
- Wang, Li & Yang, 2019 : A new species of genus Macrothele (Araneae: Macrothelidae) from China. Acta Arachnologica Sinica, vol. 28, no 2, p. 109-112.